# Amara plebeja
Amara plebeja  là một loài bọ chân chạy bản địa của châu Âu.